# Comic Boyz
Comic Boyz hay Khả Mễ Tiểu Tử (chữ Hán: 可米小子) là một nhóm nhạc nam của Đài Loan. Năm 2001, sau thành công của F4, công ty Comic Ritz Production tìm cách tạo ra một nhóm nhạc mới để lấp đầy 'cơn sốt boy band' ở Đài Loan và sau khi lựa chọn kĩ càng, 11 thành viên đã được ứng cử cho ban nhạc Comic Boyz. Mặc dù sự công khai và xuất hiện trong các bộ phim truyền hình Đài Loan, Comic Boyz đã không thành công so với F4, Họ tan rã vào năm 2005 với album cuối cùng Goodbye Comic Boyz.